# 20e regering van Israël
De 20e regering (ook bekend als het kabinet–Shamir I) was de uitvoerende macht van de Staat Israël van 10 oktober 1983 tot 13 september 1984. Premier Yitzhak Shamir (Likoed) stond aan het hoofd van een coalitie van Likoed, de Nationaal-Religieuze Partij, het Verenigd Thora-Jodendom, Opstand, Tami en Telem.

## Ambtsbekleders
| Ambtsbekleder                           | Ambtsbekleder       | Ambtsbekleder                                 | Functie                                           | Ambtstermijn     | Ambtstermijn      | Partij                       |
| --------------------------------------- | ------------------- | --------------------------------------------- | ------------------------------------------------- | ---------------- | ----------------- | ---------------------------- |
|                                         | Yitzhak Shamir      | Yitzhak Shamir יִצְחָק שָׁמִיר (1915–2012)          | Premier                                           | 10 oktober 1983  | 13 september 1984 | Likoed                       |
| Minister van Buitenlandse Zaken         | Yitzhak Shamir      | Yitzhak Shamir יִצְחָק שָׁמִיר (1915–2012)          | 10 maart 1980                                     | 20 oktober 1986  |                   | Likoed                       |
|                                         | David Levy          | David Levy דוד לוי (1937)                     | Vicepremier                                       | 1 november 1981  | 13 juli 1992      | Likoed                       |
| Minister van Huisvesting en Constructie | David Levy          | David Levy דוד לוי (1937)                     | 15 januari 1979                                   | 11 juni 1990     |                   | Likoed                       |
|                                         | Moshe Arens         | Moshe Arens משה ארנס (1925–2019)              | Minister van Defensie                             | 23 februari 1983 | 13 september 1984 | Likoed                       |
|                                         | Yosef Burg          | Yosef Burg יוסף בורג (1909–1999)              | Minister van Binnenlandse Zaken                   | 21 juni 1977     | 13 september 1984 | Nationaal- Religieuze Partij |
| Minister van Religieuze Zaken           | Yosef Burg          | Yosef Burg יוסף בורג (1909–1999)              | 5 augustus 1981                                   |                  | 13 september 1984 | Nationaal- Religieuze Partij |
|                                         | Joram Aridor        | Joram Aridor יורם ארידור (1933)               | Minister van Financiën                            | 13 januari 1981  | 15 oktober 1983   | Likoed                       |
|                                         | Yigael Cohen-Orgad  | Yigael Cohen-Orgad יִגָּאֵל הורביץ (1937–2019)    | Minister van Financiën                            | 15 oktober 1983  | 13 september 1984 | Likoed                       |
|                                         | Moshe Nissim        | Moshe Nissim יורם ארידור (1935)               | Minister van Justitie                             | 5 augustus 1980  | 16 april 1986     | Likoed                       |
|                                         | Gideon Patt         | Gideon Patt גדעון פת (1933–2020)              | Minister van Economie                             | 15 januari 1979  | 13 september 1984 | Likoed                       |
|                                         | Eliezer Shostak     | Eliezer Shostak אליעזר שוסטק (1911–2001)      | Minister van Volksgezondheid                      | 21 juni 1977     | 13 september 1984 | Likoed                       |
|                                         | Aaron Uzan          | Aaron Uzan אהרן אוזן (1924–2007)              | Minister van Arbeid en Sociale Zaken              | 2 mei 1982       | 13 september 1984 | Tami                         |
| Minister van Immigratie                 | Aaron Uzan          | Aaron Uzan אהרן אוזן (1924–2007)              |                                                   | 2 mei 1982       | 13 september 1984 | Tami                         |
|                                         |                     | Zevulun Hammer זבולון המר (1936–1998)         | Minister van Onderwijs en Cultuur                 | 21 juni 1977     | 13 september 1984 | Nationaal- Religieuze Partij |
|                                         |                     | Chaim Corfu חיים קורפו (1921–2015)            | Minister van Vervoer                              | 5 augustus 1981  | 22 december 1988  | Likoed                       |
|                                         |                     | Pesah Grupper פסח גרופר (1924–2013)           | Minister van Landbouw                             | 10 oktober 1983  | 13 september 1984 | Likoed                       |
|                                         | Itzhak Modai        | Itzhak Modai יצחק מודעי (1926–1998)           | Minister van Infrastructuur en Energie            | 20 oktober 1982  | 13 september 1984 | Likoed                       |
|                                         | Yuval Ne'eman       | Yuval Ne'eman יובל נאמן (1925–2006)           | Minister van Wetenschap en Ontwikkelingen         | 26 juli 1982     | 13 september 1984 | Opstand                      |
|                                         |                     | Mordechai Tzipori מרדכי צפורי (1924–2017)     | Minister van Communicatie                         | 5 augustus 1981  | 13 september 1984 | Likoed                       |
|                                         |                     | Abraham Sharir אברהם שריר (1932–2017)         | Minister van Toerisme                             | 11 augustus 1981 | 22 december 1988  | Likoed                       |
|                                         | Yaakov Meridor      | Yaakov Meridor יעקב מרידור (1913–1995)        | Minister zonder portefeuille (Economisch Beleid)  | 5 augustus 1981  | 13 september 1984 | Nationaal- Religieuze Partij |
|                                         | Mordechai Ben-Porat | Mordechai Ben-Porat מרדכי בן-פורת (1923–2022) | Minister zonder portefeuille (Algemene Zaken)     | 5 juli 1982      | 31 januari 1984   | Telem                        |
|                                         | Ariel Sharon        | Aluf Ariel Sharon אֲרִיאֵל שָׁרוֹן (1928–2014)      | Minister zonder portefeuille (Defensie Beleid)    | 15 februari 1983 | 13 september 1984 | Likoed                       |
|                                         | Sarah Doron         | Sarah Doron שרה דורון (1922–2010)             | Minister zonder portefeuille (Binnenlandse Zaken) | 5 juli 1983      | 13 september 1984 | Likoed                       |